# José Castelblanco
José Joaquim Castelblanco Romero (Umbita, 15 december 1969) is een voormalig Colombiaans wielrenner. Hij was in 2005 geschorst vanwege een positieve controle in de door hem gewonnen Ronde van Colombia van 2004. Ondanks dat hij geruime tijd onder contract was bij Europese ploegen, won Castelblanco meestal wedstrijden in Colombia.

## Belangrijkste overwinningen
1992
- Ronde van Guatemala

1994
- Circuito Montañés

2001
- 2e en 7e etappe in de Clásico RCN

2002
- 5e en 10e etappe en eindklassement Ronde van Colombia
- 8e etappe en eindklassement Clásico RCN

2003
- 4e etappe Clàsica Gobernacion de Casanare
- 7e etappe en eindklassement Clásico RCN

2004
- 2e etappe Ronde van Valle del Cauca
- 1e en 3e etappe en eindklassement Clásica de Fusagasugá
- Ronde van Antioquía
- 5e etappe Ronde van Colombia
- 2e etappe GP Cootranspensilvania

2006
- 4e en 7e etappe en eindklassement Vuelta Internacional al Estado Trujillo
- Ronde van Colombia
- 8e etappe Clasico Ciclistico Banfoandes

## Resultaten in voornaamste wedstrijden
| Jaar | Ronde van Italië | Ronde van Frankrijk | Ronde van Spanje |
| ---- | ---------------- | ------------------- | ---------------- |
| 1996 |                  | 71e                 |                  |
| 1997 |                  |                     | 41e              |
| 1998 |                  |                     | 15e              |
| 1999 |                  | 37e                 | opgave           |
| 2000 | 18e              |                     |                  |
| 2001 | 15e              |                     |                  |
| 2002 | 34e              |                     |                  |
| 2003 | 37e              |                     |                  |

| Jaar | Amstel Gold Race |  | WK op de weg |
| ---- | ---------------- |  | ------------ |
| 1996 |                  |  |              |
| 1997 |                  |  | 71e          |
| 1998 |                  |  |              |
| 1999 |                  |  |              |
| 2000 | 77e              |  |              |
| 2001 |                  |  |              |
| 2002 |                  |  |              |
| 2003 |                  |  |              |